# Antonio Provolo
Antonio Provolo (Verona, 17 febbraio 1801 – Verona, 4 novembre 1842) è stato un presbitero e educatore italiano, pioniere dell'educazione dei sordomuti e fondatore delle congregazioni dei padri e delle suore della Compagnia di Maria.

## Biografia
Compì i primi studi presso i carmelitani scalzi e li proseguì presso il ginnasio comunale di San Sebastiano; si preparò al sacerdozio nel seminario vescovile di Verona e fu ordinato prete il 18 dicembre 1824.
Fu assegnato alla parrocchia di San Lorenzo e si dedicò particolarmente all'apostolato della gioventù, alla predicazione delle missioni al popolo e dei ritiri ai seminaristi e al clero di diverse diocesi.
Nel 1830 decise di dedicarsi specialmente all'educazione dei sordomuti. Si interessò soprattutto all'inserimento dei giovani sordomuti nella vita sociale; sostituì al metodo mimico tradizionale quello della parola articolata. Alla sua opera si interessarono numerose personalità importanti: tenne un saggio del suo metodo anche davanti a all'imperatore Ferdinando I d'Austria e Maria Anna di Savoia.
Su invito del vescovo di Verona e dell'imperatrice, nel 1841 aprì una scuola femminile per sordomute affidandone la direzione a un gruppo di sue collaboratrici.
Per perpetuare l'attività della sua opera, pensò di riunire una congregazione (Il 23 settembre 1839, Antonio Provolo invia una richiesta a Papa Gregorio XVI per l'approvazione alla fondazione della "Compagnia di Maria per l'Educazione dei Sordomuti"), ma la sua morte prematura gli impedì di vedere la nascita dell'istituto: morì, infatti, di idropisia il 4 novembre 1842.
Le sue spoglie, nel 1930,  vennero traslate presso la chiesa di Santa Maria del Pianto a Verona.